# Donald Lambert
Donald Lambert, genannt Don Lambert, (* 12. Februar 1904 in Princeton, New Jersey; † 8. Mai 1962 in Newark, New Jersey) war ein US-amerikanischer Jazz-Pianist des Stride-Piano-Stils.
Lambert war Linkshänder und lernte das Klavierspiel von seiner Mutter, konnte aber nie nach Noten spielen. Er war in der Nachtclubszene Harlems in den 1920er Jahren bekannt für die Griff-Schnelligkeit seiner linken Hand und bei „Cutting Contests“ gefürchtet – beim Piano Workshop des Newport Jazz Festival 1960 soll er nach Meinung einiger Musiker Eubie Blake und Willie The Lion Smith geschlagen haben – und hatte – zu dessen Lebzeiten – sogar Art Tatum einige Male herausgefordert, der ihn aufgrund seines Könnens respektierte. Lambert war von Paul Seminole (1904–1932) beeinflusst, mit dem er im Duo auftrat. Er machte wenig Aufnahmen, u. a. 1941 „Jazzing the Classics“ für Bluebird, wo er seiner Neigung nachging, klassische Musik z. B. von Gaetano Donizetti, Richard Wagner, Jules Massenet und Edvard Grieg im Stride-Stil zu spielen (was er „Striding the Classics“ nannte). Veröffentlicht wurde auch teilweise live in Wallace’s Tavern aufgenommenes Material von 1959 bis 1962 (u. a. Jazzology, Pumpkin). Er spielte lange Jahre im Town House in Montclair (New Jersey) und danach in Wallace’s Bar in East Orange (New Jersey).
Seine Spitznamen waren „Jersey Rocket“ (er mochte New York nicht sonderlich, mied die üblichen Rent Parties und spielte lieber in seinem heimatlichen New Jersey), „The Lamb“, „Muffin“, „The lamb of God“.
Es gibt auch Aufnahmen von 1961 für Solo Art. 1961 spielte er auf dem Newport Jazz Festival.